# مسرح الحرية

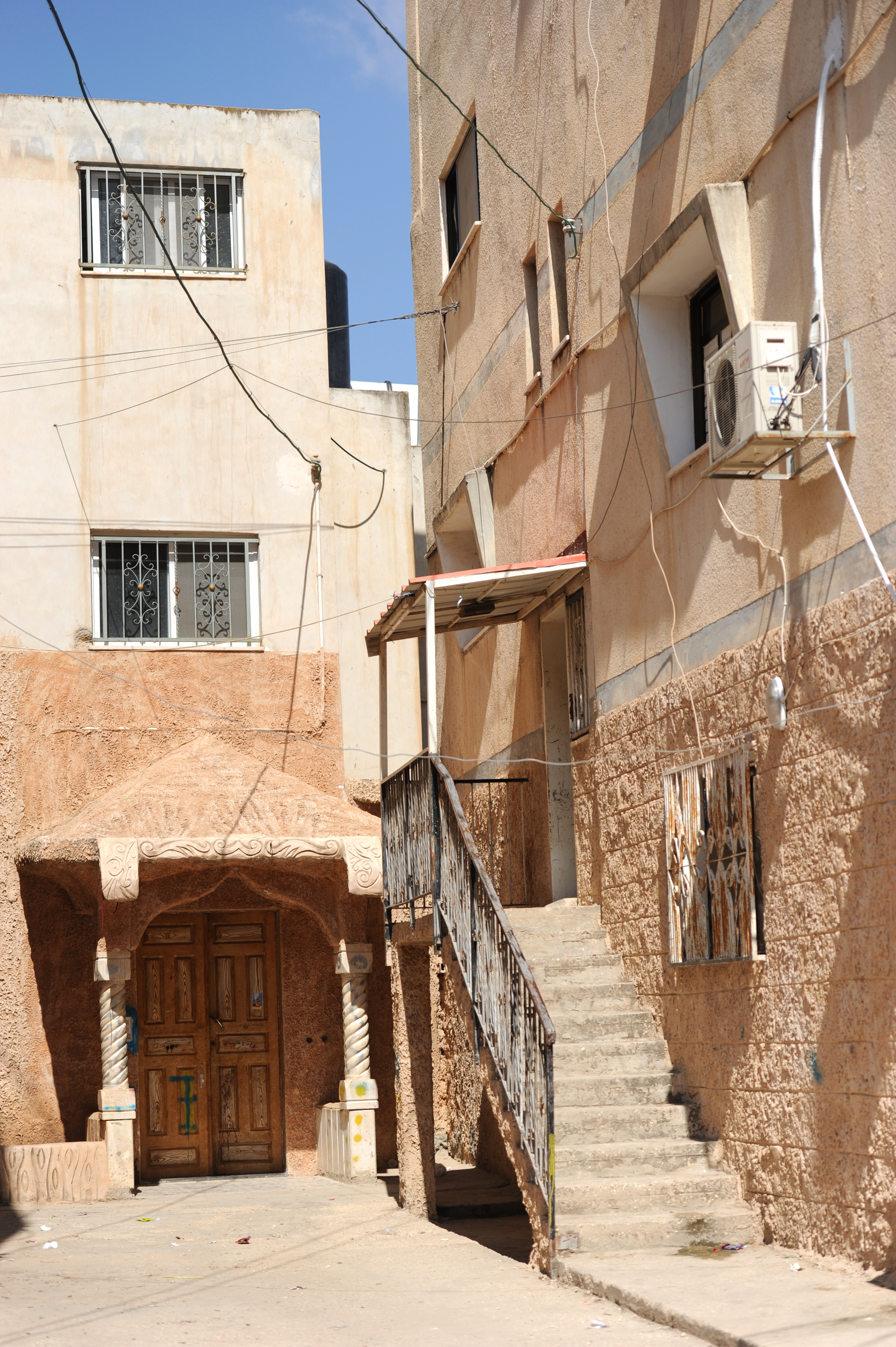

مسرح الحرية مسرح فلسطيني، يعتبر أحد المعالم الثقافية البارزة في الضفة الغربية. يقع في مخيم جنين. ويعتبر الأول في المنطقة حيث تأسس عام 1990 على يد ناشطة السلام الإسرائيلية آرنا مير خميس، وبمجهود محلي فلسطيني.
قامت القوات الإسرائيلية بهدمه عام 2002 أثر معركة جنين، وتمت إعادة بناؤه عام 2006. يعمل المسرح على عقد ورش عمل مختلفة في مجالي الدراما وموسيقى الأطفال والشباب، حيث يقوم كادر العمل المسرحي بتدريب استشاريين من الشباب للعمل مع المشاركين من مخيم جنين. يوفر المسرح أيضاً دورات في العلاج من خلال التمثيل المسرحي.

## الأعمال المسرحية
أنتج مسرح الحرية العديد من المسرحيات منها:
- الحصارمسرحية مستوحاة من قصص مقاومين لمدة 39 يوما خلالالانتفاضة الثانية في كنيسة المهد - بيت لحم.
- عائد إلى فلسطين مسرحية تحكي قصة فلسطيني ولد في أمريكا ويقرر العودة إلى فلسطين.
- عائد إلى حيفا عن رواية عائد إلى حيفا لغسان كنفاني.[1]

- أثناء الانتظار المستوحاة من مسرحية «في انتظار جودو» لصموئيل بيكيت؟ [2]

- مزرعة الحيوانات عن كتاب جورج أورويل
- القنديل الصغير لغسان كنفاني إخراج أحمد طوباسي، تمثيل: حنّة الحاج حسن، رنين عودة، شهد سمارة، خليل البطران، معتصم أبو حسن، أيمن حسنين، وأحمد طوباسي. تصميم وتنفيذ الديكور: أحمد مطاحن. تصميم وتنفيذ الإضاءة: عدنان نغنغية. الصوت: سامي السعدي. أزياء: دولت شعبان. تصوير ودعاية: محمد معاوية. منتج: مصطفى شتا.[3]

- رجال في الشمس لغسان كنفاني
- شظايا
- أليس في بلاد العجائب[4]

- 'صور من حياة غسّان كنفاني' مسرحية صامتة باستخدام موسيقى مارسيل خليفة. تمثيل طلاب مدرسة التمثيل في مسرح الحرية. إخراج: أحمد طوباسي. (2016) [5]

- 15 ثانية من غزّة مونودراما باللغة الإنجليزية عن الحياة في غزة، تمثيل مؤمن سويطات من إنتاج مسرح الحرية.[6]

## نشاطات المسرح
- باص الحرية هو فكرة وتنفيذ مسرح الحرية في مخيم جنين.. حيث يقدم عروضا مسرحية ونشاطات أخرى.[7]
- عروض مسرحية تفاعلية مع الناس، حيث يقمون بعرض قصص من الواقع الذي يعيشة المجتمع الفلسطيني، وذلك لنقل المعاناة التي يعيشها شعبنا .[8]

## وصلات خارجية
- مسرح الحرية - إذاعة هولندا العربية